# Chiesa di San Tomaso Cantuariense (Padova)
La chiesa di San Tomaso Cantuariense, conosciuta anche come chiesa di San Tomaso o Tommaso è un edificio religioso che si affaccia sulla "strà di San Tomaso" ora via San Tomaso nella contrà di Castel Vecchio a Padova. L'edificio, titolato a Tommaso Becket, un tempo fu parrocchia affidata ai Padri Filippini ora è parrocchia retta da clero secolare appartenente al vicariato della Cattedrale. All'interno della chiesa si conserva un'importante collezione di reliquie (più di mille, una delle più estese al mondo) tra cui il cuore di san Filippo Neri e un suo ritratto che nel 1632 sudò 27 volte. Il ricco arredo interno conta di opere di autori del Seicento e del Settecento come Pietro Liberi, Francesco Maffei, Onofrio Gabrieli.